# Château de Brésis
Le château de Brésis (également connu sous le nom Brisis), est un château en ruine situé sur la commune de Ponteils-et-Brésis dans le département du Gard en France.
Les ruines sont constituées d'un donjon de quatre étages entouré d'une enceinte.

## Historique
Le château est construit à la fin du XIIe siècle, début XIIIe siècle pour surveiller le pont sur la Cèze. Il appartient alors à la famille d'Hérail.  Il est abandonné à la fin du XVIIIe siècle lorsque l'héritière de la maison de Brésis, la Comtesse de Condorcet (Née Anne Hérail de Brisis) se trouve endentée et demande à son cousin Louis Sarrazin du Chambonnet de vider et vendre ses propriétés. 
À sa mort en 1790, et à la suite de la Révolution française, le château est inhabité. Il appartient alors à Mme Ailhaud (née de Caritat de Condorcet), qui le vend en l'an X à M du Chambonnet et à son voisin Félix Chaber de Montselgues pour le prix de 800F.Les matériaux furent alors pillés ou vendus.
Un inventaire publié dans Mémoires de la Société scientifique et littéraire d’Alais de 1882 indique que si la plupart des pierres de taille, de fenêtres et de porches a disparu, les textes de vente témoignent de leur réemploi dans d'autres édifices comme le château du Chambonnet.
Pendant deux siècles, le château servira de carrière de pierres aux locaux. 
Il est inscrit depuis 1997 au titre des Monuments historiques par le ministère français de la Culture. Les parties protégées sont le donjon, l'enceinte et la chapelle.
Il appartient encore aujourd'hui aux héritiers de la famille, portant encore le nom de Hérail de Brisis. 

## Construction et architecture
Le château est construit sur rocher en schiste, duquel il tient sa forme elliptique et sa faible superficie. Il est séparé de la montagne par un large fossé creusé à même le rocher.
La tour carrée s'élève à 15m de haut, avec des murs d'une épaisseur de 1,30m, donnant ainsi des salles de petite dimension (4,80m x 4,30m). Aujourd'hui voûtée à tous les étages, des trous de boulin sont visibles dans les murs, attestant d'une présence passée de planchers de bois.
L'accès de la tour se situe à l'ouest, par une porte située au pied du donjon. Une seconde porte, à l'ouest toujours, permet l'accès depuis le premier étage. Enfin, une troisième porte se situe au second étage, orientée elle au sud, attestant d'une modification postérieure de la tour de par son encadrement en granite et non pas en grès comme les autres. Au XVIIe siècle, cet étage est alors résidentiel, avec une loggia.
L'enceinte du château épouse parfaitement la forme taillée du rocher et est délimitée par huit pans de murs. Son entrée principale débouche sur un escalier de schiste taillé dans le roc. En protection de cet accès existaient une brétèche ainsi que d'autres traces de systèmes de fermeture. Des traces sur la façade témoignent d'une entrée plus ancienne composée d'une passerelle semi-amovible s'appuyant sur le rocher d'en face. 
La façade ouest correspond à une extension tardive de l'ouvrage, fin XVIe siècle et présente à son pied deux tours de défense. Le château a subi de nombreuses modifications au fil des campagnes de constructions, réalisées jusqu'au XVIIIe siècle. Des textes du XIVe siècle attestent de la présence de chambres, d'une cour, d'une aula et d'une cuisine. 
Le château dispose de deux salles particulièrement remarquables au rez-de-chaussée. La première a son sol et trois de ses parois taillées dans le schiste, dont une banquette et une cheminée. Le sol a été recouvert d'un mortier du chaux pendant le XVe siècle dans lequel son inclus des résidus métallurgiques et laitiers témoignant de l'activité du moulin à fer du château. 
La seconde salle a sa base creusée dans le schiste sur une hauteur de 1,50 à 2m de hauteur. Les murs servent d'assise à une voûte en berceau. Des drains et rigoles sont creusés, permettant l'évacuation de l'eau à l'extérieur.

## Restauration et héritage
Deux campagnes de travaux furent effectuées par le propriétaire, le vicomte Guy d'Hérail de Brisis en 1963 et 1964, permettant de nettoyer le site et dégager la végétation ayant depuis envahie les lieux. 
En 1996, l'ARRCA (Association de recherches et de restauration du château du Cheylard d'Aujac), le propriétaire et la mairie de Ponteils et Brésis décident d'entamer un chantier de revalorisation du site pour une ouverture au public prévue pour l'été 1997. L'entreprise rassembla des historiens, architectes et archéologues. Les fouilles méthodiques ont permis de retrouver de nombreux objets et vestiges (poteries, verres, pièces de monnaie, bijoux...) permettant de mieux comprendre la vie et l'évolution du site.
Près de 150 parchemins en peau de mouton furent retrouvés par Jean-Roger Vente aux alentours de 1914 chez un fermier. Ce dernier s'en servant comme allume-feu. Ces parchemins (datés de 1260 à 1500) sont aujourd'hui conservés aux archives du Gard, un don de Béatrice Vente (fille de Jean-Roger Vente) à la suite de la demande du Docteur Jean Pelet.
L'accès au site est alors perturbé en 2018 par une famille propriétaire d'une maison proche du chemin donnant accès au château. Considérant l'accès comme étant sur sa propriété, elle bloque tout passage aux touristes, locaux et propriétaire, empêchant tout travaux sur le château.
À la suite de la décision de justice du tribunal d'Alès du 3 mai 2023 reconnaissant la nature publique du chemin, la famille décide de faire appel, empêchant encore l'accès au Château. Entre temps, un pan de mur d'une dizaine de mètres s'est effondré, témoignant de l'urgence de travaux nécessaires à la préservation du château.
En mai 2025, face à l'urgence de la situation et contraint par le passage encore interdit, Jean d'Hérail de Brisis fait hélitreuiller un échafaudage afin de permettre à deux entreprises privées de consolider les murs du château.

## Voir également